# 제바스티안 쾨버
제바스티안 쾨버(독일어: Sebastian Köber, 1979년 5월 28일~)는 독일의 전직 권투 선수이다. 그는 2000년 하계 올림픽에서 남자 헤비급 동메달을 획득했으며 세계 선수권 대회에서 동메달 1개, 유럽 선수권 대회에서 동메달 1개를 획득했다.